# Giovanni Simone Comandè
Giovan Simone Comandè detto anche Cumandeo (Messina, 1558 circa – Messina, 1630 circa) è stato un pittore italiano.

## Biografia e opere
Figlio del pittore Stefano Comandè, nacque a Messina alla metà del XVI secolo e vi morì tra il 1626-1633. Dopo i primi rudimenti datigli dal padre, che era allievo di Polidoro da Caravaggio, fu messo a bottega dal conterraneo Deodato Guinaccia.
Mandato a Venezia a studiare presso il Veronese, tornò a Messina ed aprì una bottega insieme al fratello Francesco Comandè con il quale collaborò nelle prime commissioni di bottega.
Della sua opera vengono riconosciute due fasi: la prima legata allo stile del Guinaccia e la seconda influenzata dal manierismo veneto, dopo il soggiorno presso il Veronese. Del primo stile non ci sono pervenute molte testimonianze se non una Crocifissione del 1595.
Molte delle sue opere, citate da storici sette-ottocenteschi, sono disperse probabilmente in seguito al Terremoto di Messina che distrusse la città sullo stretto nel 1908. Il tardo manierismo fu in seguito superato, nelle sue ultime tele da un avvicinamento al barocco caravaggesco, che influì in maniera pesante sul suo più famoso allievo: Alonso Rodriguez, le cui opere furono spesso confuse con quelle del maestro lombardo.
Alcune delle sue opere più importanti si trovano oggi nel Museo Regionale di Messina, come La Vocazione di S.Andrea già nell'omonima chiesa, dove si vedono le influenze venete, in particolare quella di Jacopo da Bassano e una tela con Santa Caterina molto più vicina allo stile barocco napoletano.
Nel trattato Memorie De' Pittori Messinesi si dice di lui e del suo stile, rispetto a quello del fratello Francesco:
(p.94)
Mentre il Ticozzi dei due fratelli dice che:
(Stefano Ticozzi, Dizionario degli architetti, scultori, pittori, Milano, 1830)
Per l'Abate Lanzi nella sua Storia Pittorica dice:
(Luigi Lanzi, Storia pittorica dell'Italia)

## Altre opere
Se la maggior parte della sua produzione messinese non è più in situ o è perduta, nel territorio contiguo alla città si trovano altre tele del Comandè.
- XVI secolo, Vergine con San Nicola, opera documentata nella chiesa dei Santi Costantino e Elena dei Greci di Messina.[1]
- XVI secolo, Sant'Andrea, opera documentata nella chiesa di Sant'Andrea di Messina.[2]
- XVI secolo, Vocazione di Sant'Andrea, dipinto, opera documentata nella chiesa dei Pescatori di Messina.[2][3]
- XVI secolo, Martirio di San Bartolomeo, opera documentata nella chiesa di San Bartolomeo di Messina.[4]
- XVII secolo, Sacra Famiglia, dipinto documentato nella chiesa di Gesù e Maria di Messina.[3][5]
- XVII secolo, San Giuseppe, dipinto documentato nella chiesa di Gesù e Maria del Selciato di Messina.
- XVII secolo, Vergine della Provvidenza con Santa Caterina e Sant'Antonio di Padova, opera documentata nella chiesa di Nostra Donna della Provvidenza di Messina.[6]
- XVII secolo, Cristo fulminante, dipinto, opera documentata nella chiesa di Sant'Anna delle Monache di Messina.[3][7]
- XVII secolo, Santa Famiglia, dipinto, opera documentata nella chiesa di Sant'Anna delle Monache di Messina.[3][7]
- XVII secolo, Nascita della Vergine, dipinto, opera documentata nella Cappella di Sant'Andrea della chiesa della Santissima Annunziata dei Chierici regolari teatini di Messina.[3]
- XVII secolo, Sant'Antonino, dipinto, opera documentata nella chiesa di Santa Maria di Gesù Inferiore di Messina.[3]
- XVII secolo, Vergine di Portosalvo o del «Buonviaggio», dipinto, opera documentata nella chiesa di Gesù e Maria del Buonviaggio al «Ringo» di Messina.[3]
- XVII secolo, Sant'Antonio di Padova col bambino, dipinto, opera documentata nella chiesa di Gesù e Maria del Buonviaggio al «Ringo» di Messina.
- XVII secolo, San Giacinto, dipinto, opera documentata nella chiesa di San Girolamo di Messina.[3]
- XVII secolo, San Pietro Apostolo, dipinto, opera documentata nella chiesa di Santa Maria della Grazia di Messina.[3]
- XVII secolo, Vergine della Misericordia, dipinto, opera documentata nella chiesa di San Francesco all'Immacolata di Messina.[3]
- XVII secolo, San Matteo, dipinto, opera documentata nella chiesa di San Matteo di Messina.[3]
- XVII secolo, Sant'Antonio Abate, dipinto, opera documentata nella chiesa di Sant'Antonio Abate di Messina.[3]
- XVII secolo, Angelo Custode, dipinto, opera documentata nella chiesa di Sant'Agostino di Messina.[3]
- XVII secolo, Crocifisso di Lucca, dipinto, opera documentata nella chiesa di Santa Maria del Soccorso di Messina.[3]
- 1634, Vergine di Montesanto, dipinto, opera documentata nella chiesa di Montesanto di Messina.[3]

### Opere sparse
- XVI secolo, Gesù tra due sante, verosimilmente Marta di Betania e Maria Maddalena, dipinto, opera custodita nel duomo di San Nicolò di Bari di Roccavaldina.
- XVI secolo, Madonna tra i Santi Pietro e Paolo, dipinto, opera custodita nella chiesa di Santa Maria delle Grazie di Bordonaro.
- XVI secolo, Madonna del Rosario raffigurata tra San Domenico e Santa Caterina, dipinto, opera custodita nella chiesa della Santissima Annunziata di Forza d'Agrò.